# Hind bint 'Utba
Hind bint 'Utba (in arabo هند بنت عتبة‎?; VI secolo – VII secolo) fu una donna araba, moglie di Abū Sufyān b. Ḥarb potente commerciante meccano nel Ḥijāz dell'epoca. Tanto Abū Sufyān quanto Hind si opposero vivacemente all'attività predicatoria di Maometto.
Era la madre di Muʿāwiya ibn Abī Sufyān, il fondatore della dinastia califfale degli Omayyadi, e di Ramla bt. Abī Sufyān, che fu una delle mogli di Maometto.

Il suo status di Ṣaḥāba (Compagno di Maometto) rimase questione dibattuta, a causa delle ostili azioni che ella mise in atto contro la Umma islamica e lo stesso Profeta, in relazione al noto episodio del morso al fegato del cadavere dello zio di Maometto, Hamza b. ʿAbd al-Muṭṭalib, caduto sul campo di battaglia sotto il monte Uḥud.

## Vita
Era figlia di uno degli uomini più in vista dei Quraysh, ʿUtba b. Rabīʿa. Aveva due fratelli: Abū Hudhayfa b. ʿUtba e al-Walīd b. ʿUtba.
Non è completamente chiaro quando si sia sposata con Abū Sufyān, anch'egli componente assai importante dell'élite meccana, ma è assai probabile che il matrimonio sia avvenuto (come d'usanza) negli anni della loro primissima pubertà.

## La posizione sciita
L'episodio del fegato estratto dal corpo squarciato di Hamza basta a farla condannare senza attenuante alcuna dallo Sciismo. Per quanto ella si sia più tardi convertita, il fondatore della dinastia omayyade fu calunniosamente accusato di essere un figlio illegittimo di una cannibale e, ancora in età moderna, ci si seguita a chiedere se Hind possa essere annoverata tra i Ṣaḥāba, per quanto ella si fosse incontestabilmente convertita all'Islam che, notoriamente, cancella qualsiasi peccato eventualmente commesso nel periodo precedente alla conversione.
Nell'opera sunnita al-Istīʿāb fī maʿrifat al-Aṣḥāb (in arabo الاستعياب في معرفة الاصحاب‎?), lo studioso musulmano Yūsuf b. ʿAbd al-Barr (978-1071) riporta un elenco delle biografie dei Ṣaḥāba, in cui Hind è annoverata come una dei Compagni di Maometto.

### Circa un suo preteso adulterio
Gli studiosi sciiti - animati logicamente da rancore verso chi aveva offeso tanto duramente l'Ahl al-Bayt - parlano di una relazione adulterina di Hind quando era sposata con Abū Sufyān, e suggeriscono che suo figlio Muʿāwiya possa essere stato il frutto di questa relazione illegittima.
Altri studiosi dicono che ella fosse rimasta incinta ad opera di Abū Sufyān prima del loro matrimonio e che Abū Sufyān l'avesse a quel punto sposata.

## Circa il fatto che Hind abbia o meno mangiato il fegato di Ḥamza
Durante la battaglia dell'Uḥud, Mūsā ibn ʿUqba narra che l'abissino Wahshi, uccisore dello zio paterno di Maometto, abbia strappato il fegato di Ḥamza ibn ʿAbd al-Muṭṭalib dal suo corpo e lo abbia consegnato a Hind bint ʿUtba e che ella lo abbia morso.
Ibn Isḥāq narra, con un isnād interrotto, che Hind aveva morso il fegato di Ḥamza, prelevato dal cadavere dello zio del Profeta Maometto.

## Prime ostilità contro i musulmani
Tra il 613 e il 622, Muḥammad predicò a Mecca il messaggio coranico pubblicamente. Con le prime scarse conversioni, si guadagnò anche la crescente ostilità dei suoi concittadini. Nel 622 essi emigrarono nella settentrionale oasi di Yathrib, oggi Medina. Da quel momento cominciarono le azioni armate tra pagani e musulmani e le razzie di questi ai danni dei primi.
Nel corso del primo scontro armati, ai pozzi di Badr, i musulmani ebbero la meglio e tra i pochi caduti vi fu il padre di Hind, oltre a un fratello e a uno zio della donna. L'ira di Hind si tradusse nell'immediato in un suo ritiro nel deserto circostante Mecca e nel suo coprirsi faccia e abiti di polvere, in segno di lutto, fin quando non intervenne Abū Sufyan, promettendole che i suoi familiari sarebbero stati vendicati.
Hind avrebbe allora incitato lo schiavo abissino Waḥshī b. Ḥarb, abile nel lanciare il suo particolare giavellotto, a uccidere alla prima occasione possibile lo zio paterno di Maometto, Ḥamza ibn ʿAbd al-Muṭṭalib, responsabile della morte del padre e degli altri familiari, offrendogli la libertà e gioielli dopo che gli avesse portato il cuore di Ḥamza.
Wahshi portò a compimento quel piano nella battaglia di Uhud, cui Hind e altre donne meccane parteciparono, incitando i guerrieri coi loro canti e la loro musica, preparando loro il cibo e infine curandoli delle ferite. Hind poté quindi azzannare in modo truculento il fegato strappato dal cadavere di Ḥamza, sputandone poi un lembo, soddisfatta infine per la sua agognata vendetta.

Ibn ʿAbd al-Barr afferma nel suo al-Istīʿāb che Hind avrebbe cotto il cuore di Hamza e che lo avrebbe poi mangiato: informazione questa ripresa dagli storici successivi, fedeli al principio di epitomizzare gli autori precedenti ritenuti degni di fede.
Dopo quella battaglia tuttavia, Hind accettò di convertirsi, probabilmente assieme al marito, immediatamente prima che la conquista di Mecca del 630 si concludesse, col rischio di dover poi subire le conseguenze del suo paganesimo.
Un'informazione storica musulmana (ḥadīth) parla della sua richiesta (accolta) di un finanziamento, rivolta al califfo ʿUma b. al-Khaṭṭāb, per poter avviare una sua attività commerciale. Il tutto avvenne qualche anno dopo essere stata ripudiata da Abū Sufyān, nella condizione quindi di donna libera da impegni familiari.